# Fröslunda, Eskilstuna

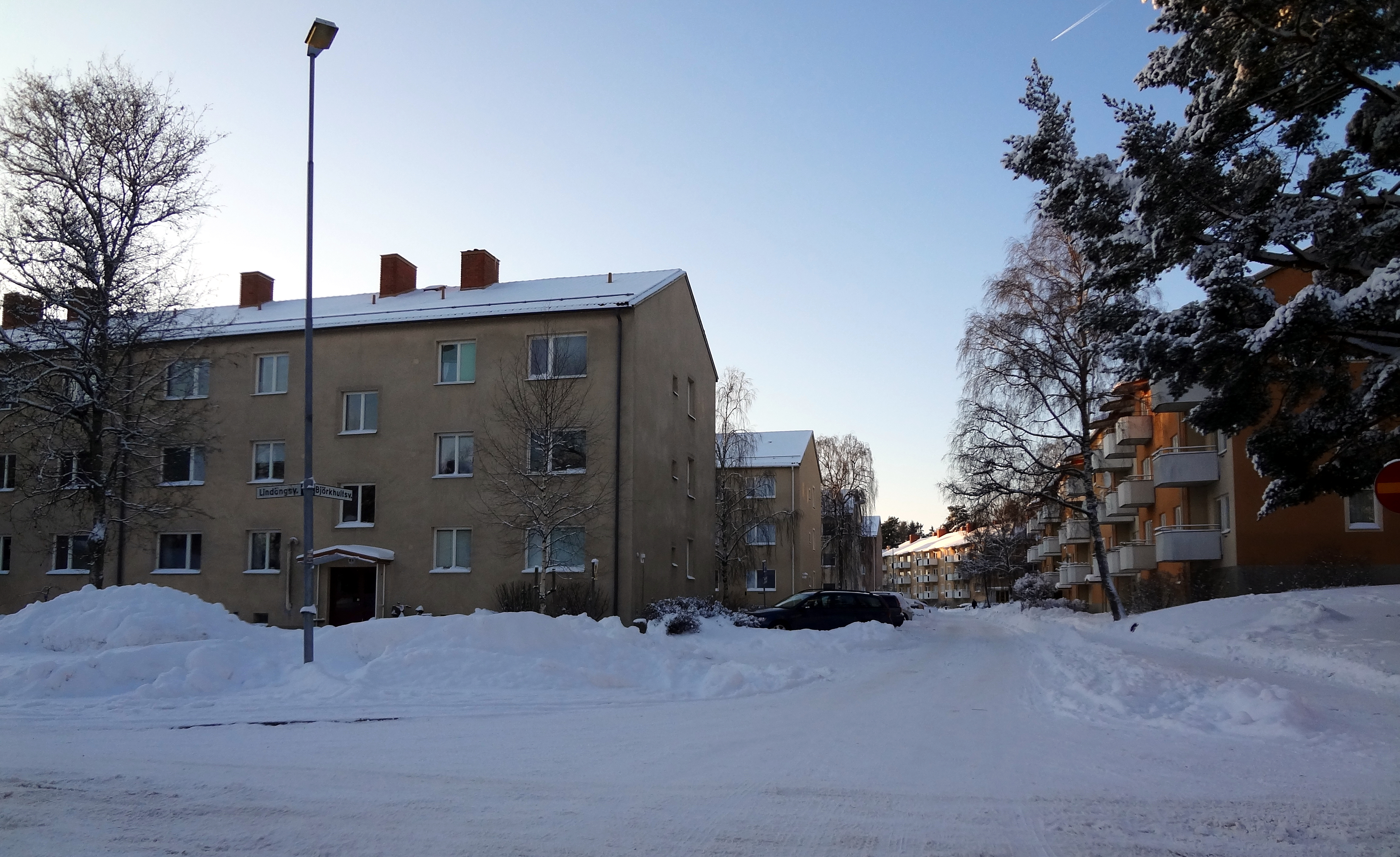
Björkhultsvägen som löper genom hela Fröslunda, de flesta hus längs vägen är av denna typ.

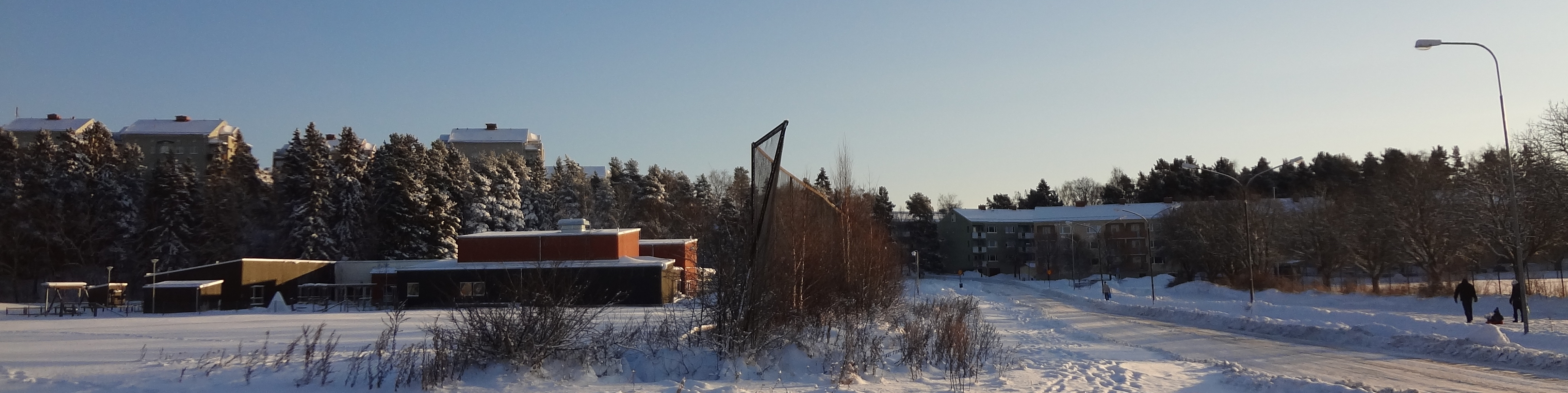
Infarten till Fröslunda från Gillbergavägen via Tallåsvägen. Till höger syns husen på Kärrhagsvägen/Björkhultsvägen och framför dem Fröslunda idrottsplats. Till vänster de högre husen på Hästskobacken. I förgrunden syns förskolan.

Fröslunda är en stadsdel på Västermalm i Eskilstuna. Här finns i huvudsak bostäder men även skolor. I Fröslunda ligger Södermanlands största vårdcentral. Stadsdelen byggdes på 1950-talet men området har renoverats sen dess. Bostadshusen består mest av flerbostadshus i form av hyreshus med ett fåtal våningar, här finns även ett fåtal höghus.
I centrum finns bland annat apotek, livsmedelsbutik, frisörer, pizzeria och en blomsterhandel. Tidigare fanns här även ett bankkontor. I Fröslunda har Eskilstuna kommun en mötesplats kallad "Fröet". Nära centrum ligger Ansgarskyrkan och en bensinstation.
Sedan 1999 arrangeras årligen Fröslundadagen av Eskilstuna Kommunfastigheter som äger huvudsaken av bostäderna i området.
Fröslunda är enligt polisen ett ur brottssynpunkt problemområde som 2015 klassas som utsatt område.